# 1253 w polityce
Wydarzenia polityczne w 1253 roku.

## Wydarzenia
- Początek panowania Przemysła Ottokara II (do 1278)[1].
- Bolesław V Wstydliwy i Władysław opolski najechali Czechy[2][3].

## Zmarli
- Otton II Bawarski, książę Bawarii i Palatynatu[4].